# جيف دريسر
جيف دريسر (بالإنجليزية: Jeff Dresser)‏ هو لاعب كرة قدم أمريكي، ولد في 13 ديسمبر 1973 في فلينت في الولايات المتحدة. لعب مع Charlotte Eagles ‏.